# Hendrik Willem van Loon
Hendrik Willem Van Loon (ur. 14 stycznia 1882 w Rotterdamie, zm. 11 marca 1944 w Old Greenwich) – holendersko-amerykański historyk, dziennikarz, zdobywca nagród literackich w kategorii książek dla dzieci.

## Życiorys

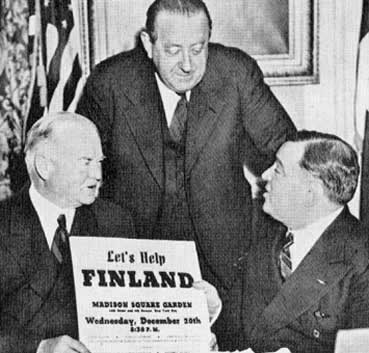
20 grudnia 1939, uroczystość z okazji poparcia Finlandii przez rząd USA w zimowej wojnie zorganizowana w Madison Square Garden. Na zdjęciu od lewej ex-prezydent Herbert Hoover (przewodniczący Fundacji Pomocy Finlandii), Dr Van Loon, a burmistrz Nowego Jorku Fiorello La Guardia.

Urodził się w Rotterdamie jako syn Hendrik Willem Van Loon i Elizabeth Johanna Hanken. Udał się do Stanów Zjednoczonych w 1902 na studia w Cornell University, uzyskując dyplom w 1905. W 1906 ożenił się z Elizą Ingersoll Bowditch (1880–1955), córką profesora Harvardu, z którą miał dwóch synów, Henry’ego Bowditch i Gerarda Willem. Nowożeńcy przeprowadzili się do Niemiec, gdzie Van Loon otrzymał tytuł doktora filozofii na Uniwersytecie w Monachium w 1911 z dysertacją, która stała się jego pierwszą wydaną komercyjnie książką, Upadek Republiki holenderskiej (1913). Był korespondentem "Associated Press" podczas rosyjskiej rewolucji 1905 roku i ponownie w Belgii w 1914, na początku I wojny światowej. W latach 1915–1917 wykładał w Cornell University; w 1919 został obywatelem amerykańskim.
Van Loon był później dwukrotnie żonaty, z Elizą Helen (Jimmy) Criswell w 1920 i dramatopisarką Frances Goodrich Amesa w 1927, jednakże po rozwodzie z Ames wrócił do Criswell (kwestią sporną jest czy wzięli ślub ponownie), która odziedziczyła jego majątek w 1944.

## Autor

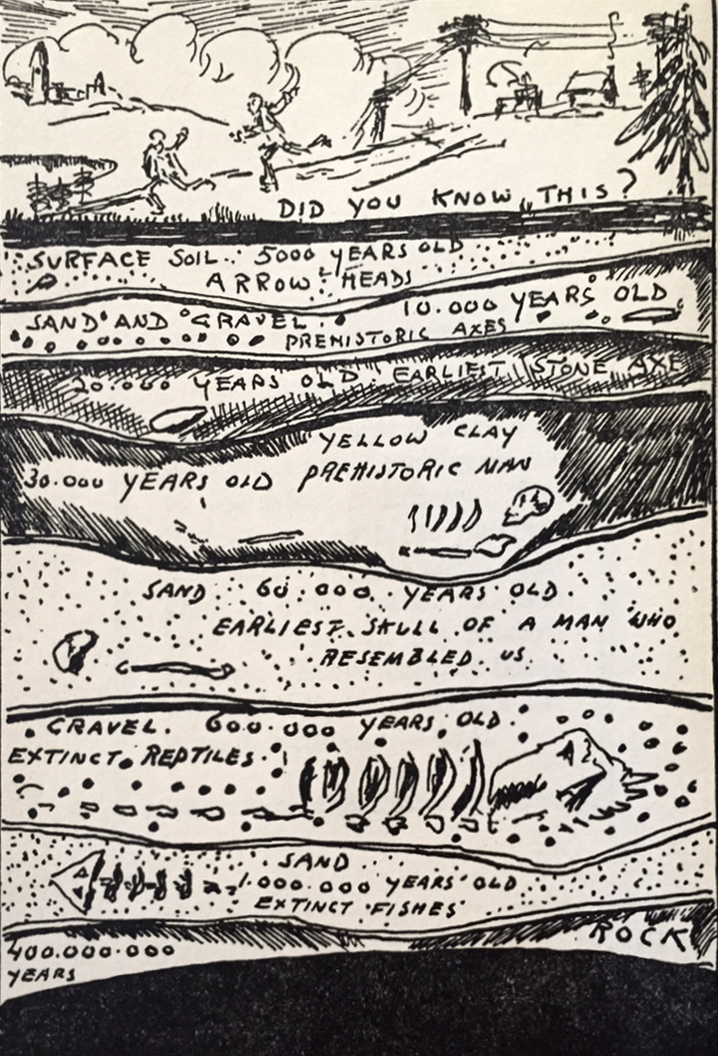
Fronton z książki Starożytny Człowiek. (1922)

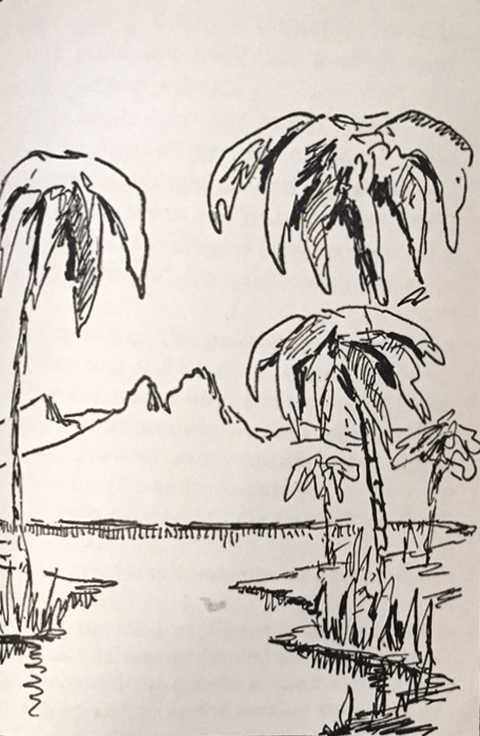
"Młody Nil", ilustracja Hendrika Willem Van Loon do książki Starożytny człowiek, 1922.

Od 1910 aż do swojej śmierci, Van Loon napisał wiele książek, które samodzielnie ilustrował. Najbardziej znanym dziełem wśród nich jest Historia ludzkości. Jest to historia świata, przeznaczona szczególnie dla dzieci. Dzięki tej książce wygrał pierwszy medal Newbery’ego w 1922. Książka została później zaktualizowana przez autora, jego syna, a później innych historyków.
Napisał również wiele innych bardzo popularnych książek, zorientowanych na młodzież. Jako pisarz był znany podkreślania znaczenia kluczowych wydarzeń historycznych i obrazując w pełni poszczególne postacie, zwracał także uwagę na szczególną rolę sztuki w historii. Jego styl był pełen płynności i niepodręcznikowego podejścia, ale zarazem skłaniał do głębszych refleksji, w szczególności w Historię ludzkości; zawarł w tym dziele również osobiste anegdoty. Jako ilustrator własnych książek, był znany z żywej monochromatyczności obrazów i  chronologicznych diagramów.
Po wielokrotnych odwiedzinach Niemiec w latach 1920 nie otrzymał pozwolenia na wjazd  po tym jak do władzy doszli naziści. Jego książka  Our Battle, Being One Man’s Answer to "My Battle" by Adolf Hitler przyniosła mu szacunek Franklina Delano Roosevelta, w którego sztabie pracował podczas kampanii prezydenckiej roku 1940, wzywając  Amerykanów do walki z totalitaryzmem.
Nagłówki i podtytuły jego książek są charakterystycznie długie. Van Loon posiadał wspaniałą znajomość języka angielskiego, dowodem tego jest wydana w 1946 wersja słownika "Roger International Thesaurus", dedykowana "pamięci Hendrik Willem Van Loon, który miesiąc za miesiącem, rok za rokiem, przesyłał uzupełnienia i zmiany w tej edycji".

## Dorobek

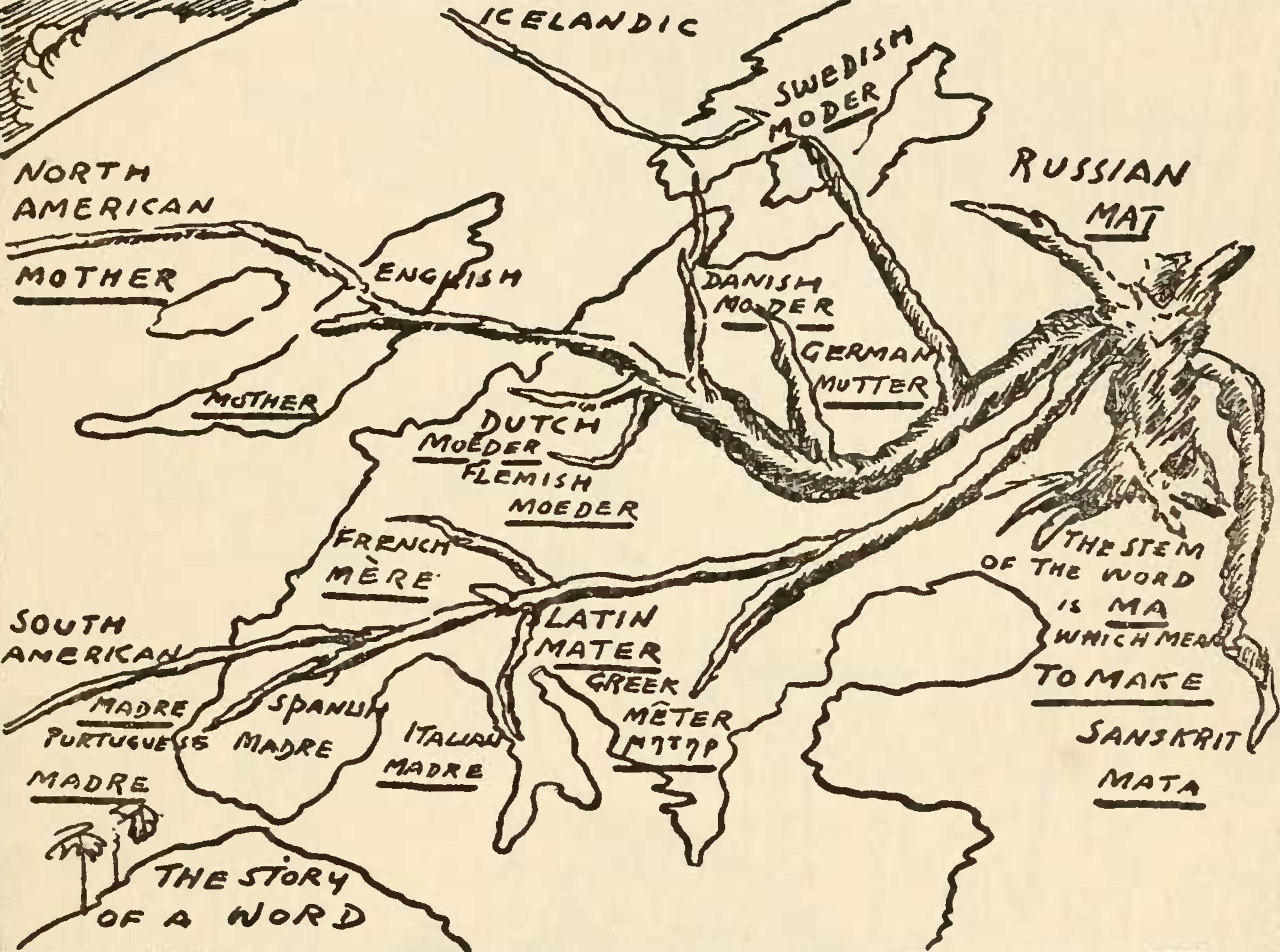
Przypuszczalna etymologia słowa "matka" w Historii ludzkości, autorstwa Hendrika Van Loon

Lista dzieł Van Loon, od daty pierwszej publikacji i wydawców.
- The Fall of the Dutch Republic, 1913, Houghton Mifflin Co.
- The Rise of the Dutch Kingdom, 1915, Doubleday Page & Co.
- The Golden Book of the Dutch Navigators, 1916, The Century Co.
- A Short History of Discovery: From the Earliest Times to the Founding of Colonies in the American Continent, 1917, David McKay
- Ancient man; the Beginning of Civilizations, 1920, Boni and Liveright
- The Story of Mankind, 1921, Boni and Liveright
- The Story of the Bible, 1923, Boni and Liveright
- Witches and Witch-Finders, 1923, article from the June 1923 Mentor Magazine
- The Story of Wilbur the Hat, 1925, Boni and Liveright
- Tolerance, 1925, Boni and Liveright
- The Liberation of Mankind: the story of man's struggle for the right to think, 1926, Boni and Liveright
- America: The Story of America from the very beginning up to the present, 1927, Boni and Liveright
- Adriaen Block, 1928, Block Hall
- Multiplex man, or the Story of Survival through Invention, 1928, Jonathan Cape
- Life and Times of Peter Stuyvesant, 1928, Henry Holt
- Man the Miracle Maker, 1928, Horace Liveright
- R. v. R.: the Life and Times of Rembrandt van Rijn, 1930, Horace Liveright
- If the Dutch Had Kept Nieuw Amsterdam, in If, Or History Rewritten, edited by J.C. Squire, 1931, Simon & Schuster
- Van Loon's Geography: The Story of the World We Live In, 1932, Simon & Schuster
- To Have or to Be—Take Your Choice, John Day (1932)
- "Gold" 1933, article from the Cosmopolitan March 1933
- An Elephant Up a Tree, 1933, Simon & Schuster
- An Indiscreet Itinerary or How the Unconventional Traveler Should See Holland by one who was actually born there and whose name is Hendrik Willem Van Loon, 1933, Harcourt, Brace
- The Home of Mankind: the story of the world we live in, 1933, George G. Harrap
- The story of inventions: Man, the Miracle Maker, 1934, Horace Liveright
- Ships: and How They Sailed the Seven Seas (5000 B.C.-A.D.1935), 1935, Simon & Schuster
- Around the World With the Alphabet, 1935, Simon & Schuster
- Air-Storming: A Collection of 40 Radio Talks, 1935, Harcourt, Brace
- Love me not, 1935
- A World Divided is a World Lost, 1935, Cosmos Publishing Co.
- The Songs We Sing (with Grace Castagnetta), 1936, Simon & Schuster
- The Arts (with musical illustrations by Grace Castagnetta), 1937, Simon & Schuster
- Christmas Carols (with Grace Castagnetta), 1937, Simon & Schuster
- Observations on the mystery of print and the work of Johann Gutenberg, 1937, Book Manufacturer's Institute/New York Times
- Our Battle: Being One Man’s Answer to "My Battle" by Adolf Hitler, 1938, Simon & Schuster
- How to Look at Pictures: a Short History of Painting, 1938, National Committee for Art Appreciation
- Folk Songs of Many Lands (with Grace Castagnetta), 1938, Simon & Schuster
- The Last of the Troubadours: The Life and Music of Carl Michael Bellman 1740-1795 (with Grace Castagnetta), 1939, Simon & Schuster
- The Songs America Sings (with Grace Castagnetta), 1939, Simon & Schuster
- My School Books, 1939, E.I. du Pont de Nemours[lower-alpha 2]
- Invasion, being the personal recollections of what happened to our own family and to some of our friends during the first forty-eight hours of that terrible incident in our history which is now known as the great invasion and how we escaped with our lives, 1940, Harcourt, Brace
- The Story of the Pacific, 1940, George G. Harrap
- The Life and Times of Johann Sebastian Bach, 1940, Simon & Schuster
- Good Tidings (with Christmas songs by Grace Castegnetta), 1941, American Artists Group
- The Praise of Folly by Desiderius Erasmus of Rotterdam, with a short life of the Author by Hendrik Willem van Loon of Rotterdam who also illustrated the Book, 1942
- Van Loon's Lives: Being a true and faithful account of a number of highly interesting meetings with certain historical personages, from Confucius and Plato to Voltaire and Thomas Jefferson, about whom we had always felt a great deal of curiosity and who came to us as dinner guests in a bygone year, 1942, Simon & Schuster
- Christmas Songs, 1942
- The Message of the Bells (with music by Grace Castagnetta), 1942, New York Garden City
- Fighters for Freedom: the Life and Times of Thomas Jefferson and Simon Bolivar, 1943, Dodd, Mead & Co.
- The Life and Times of Scipio Fulhaber, Chef de Cuisine, 1943
- Adventures and Escapes of Gustavus Vasa, and how they carried him from his rather obscure origin to the throne of Sweden, 1945
- Report to Saint Peter, upon the kind of world in which Hendrik Willem van Loon spent the first years of his life - an unfinished, posthumously published autobiography, 1947, Simon & Schuster

## Książki o Van Loon
- Cornelis van Minnen (2005). Van Loon: Popular Historian, Journalist, and FDR Confidant. Palgrave Macmillan. ISBN 1-4039-7049-1.
- Gerard Willem Van Loon (1972). The story of Hendrik Willem van Loon. Lippincott. ISBN 0-397-00844-9.
- Erasmus with a short life of the author by Gerard Willem Van Loon (1972). The Praise of Folly. For the Classic Club, by Walter J.Black of New York.

## W kulturze popularnej
Włoski kompozytor Francesco Guccini skomponował piosenkę poświęconą pamięci ojca, który był wielkim fanem książek Hendrika Van Loon za młodu. Piosenka nazywa się "Van Loon", i pojawia się w albumie Signora Bovary.
Dziennikarz Charlie Pierce publikuje cytat z Van Loon w każdą środę na swoim blogu dla "Esquire" w poście pod tytułem "Your Weekly van Loon."